# Wolfgang Lampe
Wolfgang Lampe (* 30. Januar 1953; † 13. Juli 2015) war ein deutscher Bergingenieur, Sachbuchautor, Montanhistoriker und Archivar.

## Leben

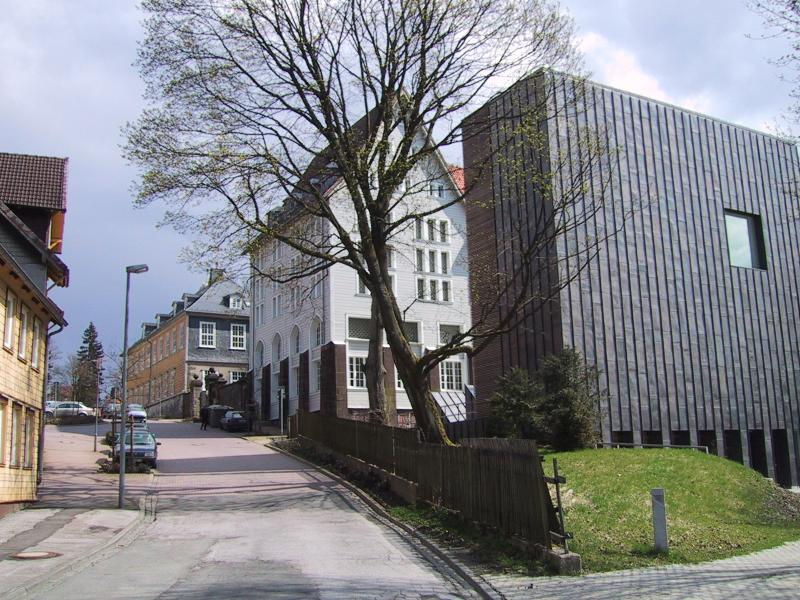
Niedersächsisches Bergarchiv, Wirkungsstätte von Wolfgang Lampe

Lampe wuchs in Herzberg am Harz auf und legte am dortigen Ernst-Moritz-Arndt-Gymnasium das Abitur ab. 1973 begann er sein Bergbaustudium an der TU Clausthal, das er 1979 mit dem Diplom abschloss. Er absolvierte die Beflissenenausbildung im Erzbergwerk Grund und anschließend die Referendarausbildung im Oberbergamt Clausthal. 1981 trat er seinen Dienst im Bergamt Goslar an. Hier war er unter anderem für Seilfahrtsanlagen, Maschinentechnik und Grubensicherheit sowie in späteren Jahren für Altbergbau zuständig. Er hatte maßgeblichen Anteil an der Genehmigung des Lehrbergwerks Roter Bär in St. Andreasberg. Zuletzt wurde er als Bergoberrat im Landesamt für Bergbau, Energie und Geologie (LBEG) in Clausthal-Zellerfeld eingesetzt.
Von 1999 bis 2013 leitete er das Niedersächsische Bergarchiv in Clausthal-Zellerfeld, das während seiner Dienstzeit in einen Zweckbau verlagert und grundlegend neu geordnet wurde.
2010 wurde er an der TU Clausthal zum Dr.-Ing. promoviert. Das Thema seiner Dissertation lautete Kupferschieferbergbau und -hüttenwesen am Hannoverschen Südharz. Eine Untersuchung in historischer, technik-, wirtschafts- und sozial-, sowie rechtsgeschichtlicher Hinsicht samt einer Dokumentation gefundener Relikte des untersuchten Berg- und Hüttenwesens.
Lampe galt als fundierter Kenner des historischen Ober- und Westharzer Montanwesens. Zu diesem Thema organisierte er mehrere Tagungen und Kolloquien, so das Kolloquium zum 200-jährigen Bestehen des Tiefen Georg-Stollens 1999 zum 175-jährigen Jubiläum der Erfindung des Drahtseils 2009 und legte zahlreiche Publikationen vor. Lampe war seit 2005 Mitherausgeber des Allgemeinen Harz-Berg-Kalenders. Des Weiteren setzte er sich in mehreren Vereinen ein, so war er Beisitzer des Heimat- und Geschichtsvereins Herzberg e. V. und Mitglied der Projektgruppe Montanregion Harz in der Historischen Kommission für Niedersachsen und Bremen.

## Publikationen (Auswahl)
Eine Bibliographie der Aufsätze, Vorträge, Berichte, Beiträge zu Monographien, Herausgeberschaften, elektronische Dokumente, Transliterationen und Rezensionen von Dr. Wolfgang Lampe aus den Jahren 1985–2015, zusammengestellt von Dieter Plöthner, befindet sich im Mitteilungsblatt der Arbeitsgemeinschaft Harzer Montangeschichte. 15 Jg. 2015, H. 4, S. 3–14. Dazu zählen u. a. folgende Titel:
- Hugo Haase: Kunstbauten alter Wasserwirtschaft im Oberharz: Hanggräben, Teiche, Stollen in Landschaft, Wirtschaft und Geschichte. Bearbeitet und erweitert durch W. Lampe. Hrsg.: Wolfgang Lampe. 5. Auflage. Pieper, Clausthal-Zellerfeld 1985, ISBN 3-923605-42-0.
- mit Oliver Langefeld: "Dieses ist die letzte Tonne Erz, Gott schütze uns ferner vor Leid und Schmerz": zum Kolloquium "100 Jahre Ende Silberbergbau" am 2. Juli 2010 in Sankt Andreasberg. Papierflieger, Clausthal-Zellerfeld 2010, ISBN 978-3-86948-088-6.
- mit W. Busch, O. Langefeld, J. Gorczyk, N. Jarrah, S. Mahr, F. Xi: Windenergiespeicherung durch Nachnutzung stillgelegter Bergwerke. Abschlussbericht. Hrsg.: M. Schmidt. Goslar 2011, ISBN 978-3-942216-54-8, Markscheiderische und bergmännische und Aspekte, S. 151–277 (gbv.de [PDF; 47,1 MB; abgerufen am 17. Juli 2015]).
- mit Kai Rückbrodt: 175 Jahre Drahtseil; eine Erinnerung an Oberbergrat Alberts Erfindung. Hrsg.: RDB e. V. (= Bergbau. Nr. 6). Makossa, Essen 2010, S. 260–263 (rdb-ev.de [PDF; 8,9 MB; abgerufen am 17. Juli 2015]).
- Kupferschieferbergbau und -hüttenwesen am Hannoverschen Südharz. Clausthal-Zellerfeld 2010 (zugleich Dissertation).
- mit Friedrich-Wilhelm Wellmer, Jürgen Gottschalk, Ariane Walsdorf (Hrsg.) Auf den Spuren des Universalgelehrten Gottfried Wilhelm Leibniz im Harz. Papierflieger Verlag, Clausthal-Zellerfeld 2019, ISBN 978-3-86948-726-7